# Brachychalcinus
Genre
Brachychalcinus est un genre de poissons téléostéens de la famille des Characidae et de l'ordre des Characiformes.

## Liste d'espèces
Selon FishBase (08 juin 2015):
- Brachychalcinus copei (Steindachner, 1882)
- Brachychalcinus nummus Böhlke, 1958
- Brachychalcinus orbicularis (Valenciennes, 1850)
- Brachychalcinus parnaibae Reis, 1989
- Brachychalcinus retrospina Boulenger, 1892

## Galerie

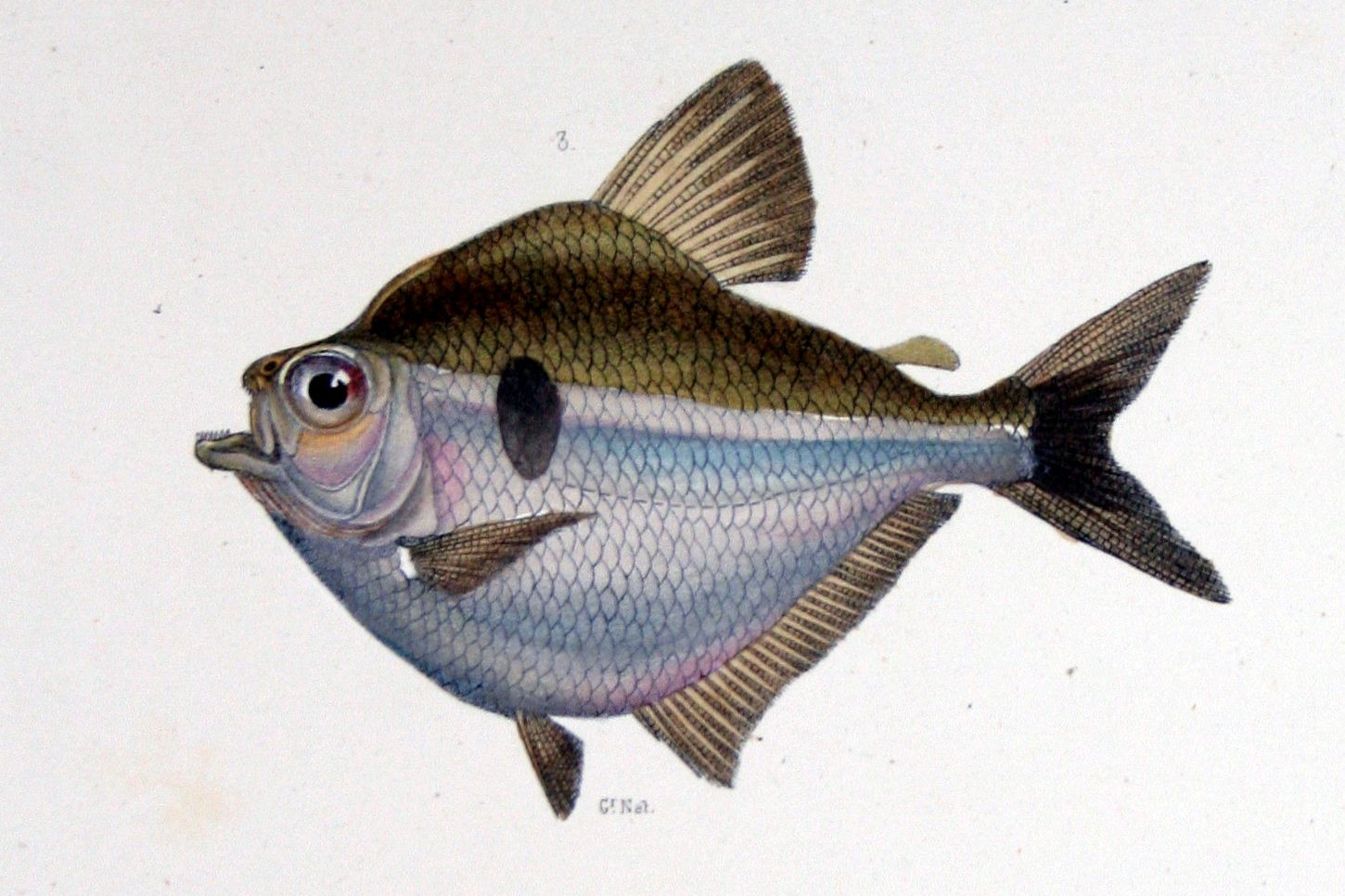
Brachychalcinus orbicularis
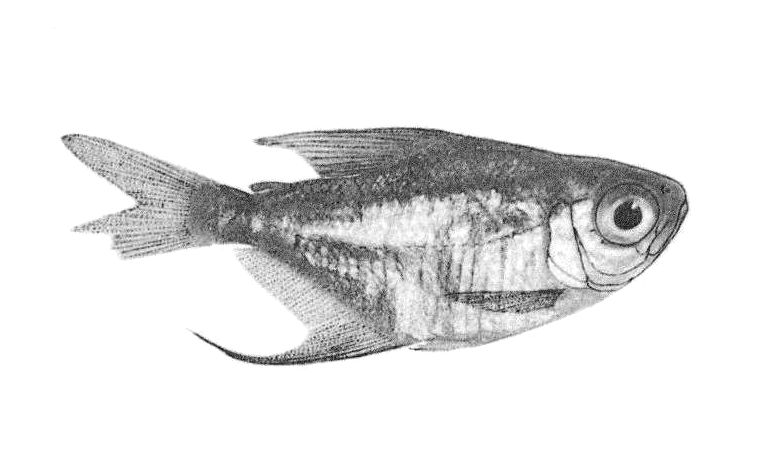
Brachychalcinus retrospina